# Scarborough Castle (Livingston-Insel)
Scarborough Castle (in Argentinien Roca Fortín) ist ein 30 m hoher Felsvorsprung mit lotrechten Flanken an der Nordküste der Livingston-Insel im Archipel der Südlichen Shetlandinseln. Er ragt nahe der nordöstlichen Einfahrt zur Shirreff Cove auf.
Der britische Robbenjäger Robert Fildes  (1793–1827) kartierte den Felsen 1821 und benannte ihn aufgrund der Ähnlichkeit seiner Form nach dem Scarborough Castle in North Yorkshire. Wissenschaftler einer von 1952 bis 1953 durchgeführten argentinischen Antarktisexpedition benannten ihn nach der spanischen Bezeichnung für ein kleines Fort.